# Desa Sambi (administrativ by i Indonesien, Nusa Tenggara Timur)
Desa Sambi är en administrativ by i Indonesien.   Den ligger i provinsen Nusa Tenggara Timur, i den centrala delen av landet, 1 500 km öster om huvudstaden Jakarta.